# Ivan Meštrović
Ivan Meštrović  (ur. 15 sierpnia 1883 we Vrpolju, zm. 16 stycznia 1962 w South Bend, Indiana) – rzeźbiarz i architekt jugosłowiański pochodzenia chorwackiego, działacz polityczny, przed II wojną światową zwolennik idei jugosłowiańskiej, członek Komitetu Jugosłowiańskiego.

## Życiorys
Ivan Meštrović urodził się na stacji kolejowej Strizivojna w pobliżu Vrpolja, gdzie jego rodzice Ivan Meštrović-Gabrilović i Marta Kurobasa przebywali, pracując przy zbiorze kukurydzy. Meštrović wychowywał się we wsi Otavice w północnej Dalmacji (obecnie Chorwacja).
W latach 1907–1909 studiował na Akademii Sztuk Pięknych w Wiedniu, po czym zamieszkał w Paryżu. W dwudziestoleciu międzywojennym był profesorem Akademii Sztuk Pięknych w Zagrzebiu. W 1947 roku wyemigrował do Stanów Zjednoczonych, gdzie został profesorem rzeźby na University of Notre Dame w South Bend.
Meštrović był zaangażowany politycznie. Choć był zdeklarowanym Chorwatem i katolikiem wspierał przed II wojną światową koncepcję wielonarodowego państwa jugosłowiańskiego. Jak pisze slawista Maciej Czerwiński, „część chorwackiej opinii publicznej obarcza go odpowiedzialnością za wtrącenie ojczyzny do więzienia narodów. Serbowie z kolei widzą w nim wyraziciela antyserbskiego klerykalnego nacjonalizmu”. Po II wojnie światowej żył na emigracji w Stanach Zjednoczonych, ale odwiedził Jugosławię przed śmiercią i spotkał się z marszałkiem Tito, który próbował nakłonić artystę do powrotu do ojczyzny. Meštrović jednak odmówił, gdyż potępiał zarówno komunizm jako system, jak i autorytarne rządy Tity. Jego rzeźby patriotyczne sławiące bohaterów Słowian południowych znajdują się w całej byłej Jugosławii.
Został pochowany w mauzoleum na wzgórzu niedaleko rodzinnej wsi Otavice.

## Twórczość
Twórczość Meštrovicia była poświęcona rzeźbie monumentalnej i pomnikowej. Widoczne są wpływy paryskiego ekspresjonizmu i wiedeńskiej Secesji. Do najważniejszych dzieł należą: pomnik Juraja Strossmayera w Zagrzebiu, pomnik Grgura Ninskiego (Grzegorza z Ninu) w Splicie, pomnik Indian w Chicago oraz studnia św. Jakuba w uniwersytecie Notre Dame.
W sierpniu 1939 roku wygrał konkurs na projekt pomnika mającego upamiętnić w Warszawie Józefa Piłsudskiego i Bitwę Warszawską 1920 roku. Konny pomnik marszałka wraz z łukiem triumfalnym miał stanąć na warszawskim placu Na Rozdrożu. Prace przerwał jednak wybuch wojny światowej.
W 2017 roku w krakowskim Międzynarodowym Centrum Kultury została przygotowana wystawa Adriatycka epopeja. Ivan Meštrović pod honorowym patronatem prezydenta Andrzeja Dudy i prezydent Republiki Chorwacji Kolindy Grabar-Kitarović. Po raz pierwszy pokazano w Polsce rzeźby artysty. Było to możliwe dzięki współpracy z Muzeji Ivana Meštrovicia: Galerija Meštrović w Splicie i Meštrović Atelijer w Zagrzebiu.

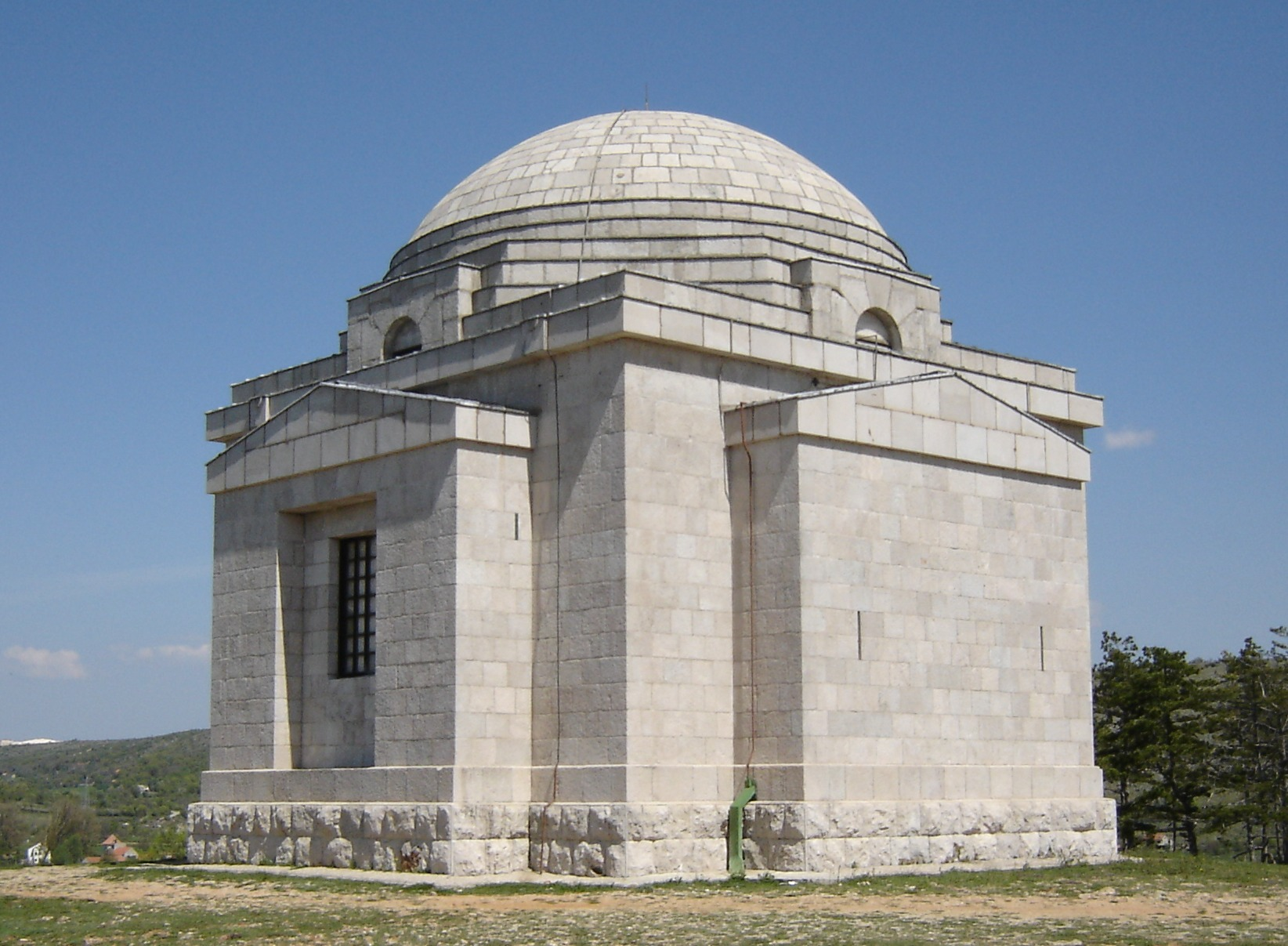
Mauzoleum Ivana Meštrovicia w Otawicach
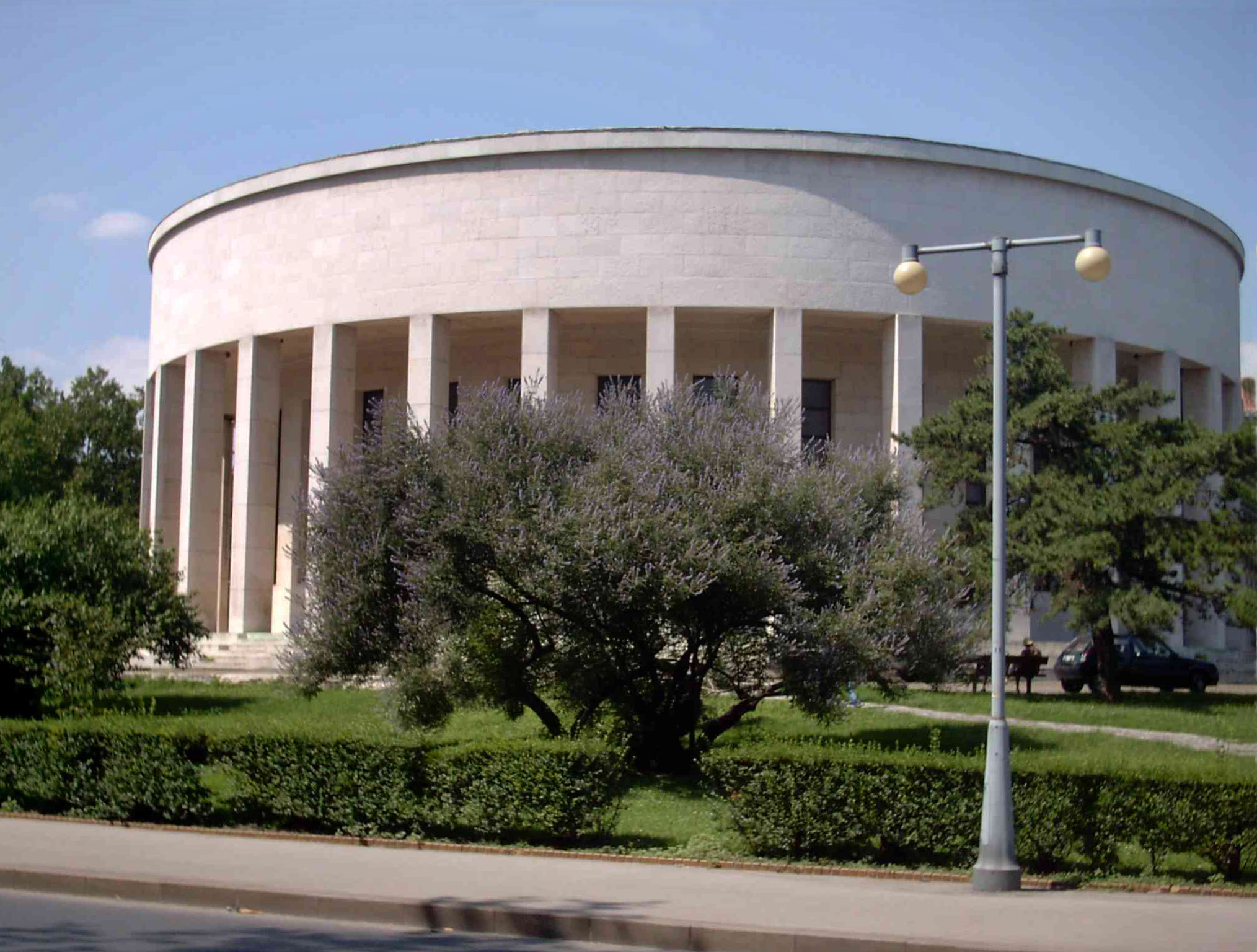
Dom Sztuki Chorwackiej w Zagrzebiu (projekt Meštrovicia 1938)
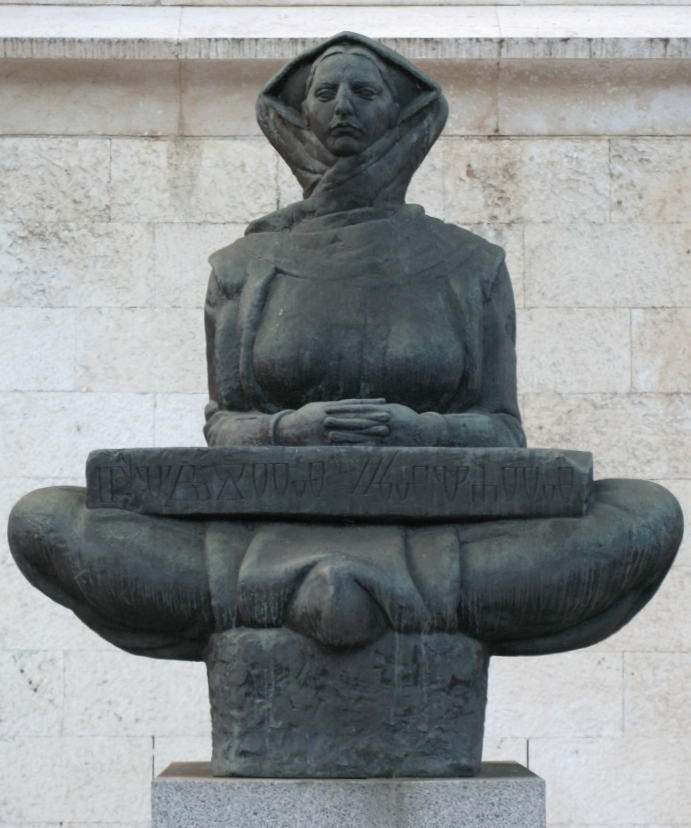
Pomnik Historii Chorwatów na Uniwersytecie w Zagrzebiu